# Iwan Jurin
Iwan Aleksiejewicz Jurin, ros. Иван Алексеевич Юрин (ur. 16 stycznia?/28 stycznia 1896 we wsi Góry, zm. 26 listopada 1951 w Moskwie) – Rosjanin, generał porucznik wojsk łączności Armii Radzieckiej i generał dywizji ludowego Wojska Polskiego.

## Życiorys
Urodził się 1896 roku we wsi Góry, w powiecie kołomeńskim na terenie ówczesnej guberni moskiewskiej, w rodzinie chłopskiej. Jego starszy brat Mikołaj brał udział w ruchu rewolucyjnym, został aresztowany i zesłany.
Od stycznia 1918 roku był żołnierzem wojsk łączności Armii Czerwonej. Uczestniczył w wojnie domowej w Rosji. W 1939 roku ukończył Wojskową Akademię Łączności w Leningradzie. W czasie II wojny światowej dowodził kolejno wojskami łączności 7 Armii Rezerwowej, 62 Armii i 8 Gwardyjskiej Armii. Uczestnik bitwy stalingradzkiej. 1 września 1943 roku został mianowany generałem majorem wojsk łączności.
25 sierpnia 1944 roku został odkomenderowany do Wojska Polskiego. Był organizatorem polskich wojsk łączności. W czasie wojny był dowódcą Wojsk Łączności Wojska Polskiego, a po jej zakończeniu szefem Departamentu Łączności Ministerstwa Obrony Narodowej.. 14 grudnia 1945 roku Krajowa Rada Narodowa mianowała go generałem dywizji. 6 marca 1947 powrócił do ZSRR.
Zmarł 26 listopada 1951 roku w Moskwie i został pochowany na cmentarzu Wwedeńskim.

## Ordery i odznaczenia
- Order Lenina (ZSRR)
- Order Czerwonego Sztandaru (ZSRR, trzykrotnie)
- Order Kutuzowa II stopnia (ZSRR)
- Order Wojny Ojczyźnianej II stopnia (ZSRR)
- Order Czerwonej Gwiazdy (ZSRR)
- Medal „Za zdobycie Berlina” (ZSRR)
- Medal „Za obronę Stalingradu” (ZSRR)
- Medal jubileuszowy „XX lat Robotniczo-Chłopskiej Armii Czerwonej” (ZSRR)
- Medal „Za zwycięstwo nad Niemcami w Wielkiej Wojnie Ojczyźnianej 1941–1945” (ZSRR)
- Krzyż Komandorski Orderu Odrodzenia Polski
- Order Krzyża Grunwaldu III klasy (11 maja 1945)[1]
- Złoty Krzyż Zasługi (1946)
- Medal za Warszawę 1939–1945
- Medal za Odrę, Nysę, Bałtyk